# Лысак, Сергей Петрович
Сергей Петрович Лысак (укр. Сергій Петрович Лисак) — украинский государственный деятель, председатель Днепропетровской областной государственной администрации 7 февраля 2023 года, бригадный генерал (2022).

## Биография
Участвовал в АТО в 2014—2015 и 2017 годах.
С 13 мая 2020 по 19 июля 2022 года работал начальником Управления СБУ в Житомирской области.
С 19 июля 2022 по 7 февраля 2023 года являлся начальником Управления СБУ в Днепропетровской области.
С 7 февраля 2023 года — председатель Днепропетровской областной государственной администрации.

## Воинские звания
- Полковник
- Бригадный генерал (26.03.2022)[5]